# Suore della Presentazione della Beata Vergine Maria (Watervliet)
Le Suore della Presentazione della Beata Vergine Maria (in inglese Sisters of the Presentation of the Blessed Virgin Mary; sigla P.B.V.M.) sono un istituto religioso femminile di diritto pontificio.

## Storia
Le origini della congregazione si ricollegano a quelle delle suore della Presentazione fondate nel 1775 in Irlanda da Nano Nagle.
Il convento di Watervliet fu fondato nel 1881 da un gruppo di suore della Presentazione giunte dalla casa irlandese di Fermoy su invito del sacerdote William F. Sheehan, che intendeva aprire un orfanotrofio.
La cura degli orfani rimase a lungo l'unica occupazione delle suore; nel 1948 Edmund Francis Gibbons, vescovo di Albany, affidò alle religiose la Masterson Day Nursery e la St. Anthony School, dando origine a nuove fondazioni e all'ampliamento dell'attività dell'istituto. Una filiale in Alaska fu aperta nel 1967.

## Attività e diffusione
Le suore si dedicano all'attività educativa e a opere di carattere sociale.
La sede generalizia è a Watervliet, nello stato di New York.
Alla fine del 2015 l'istituto contava 21 religiose in una sola casa.